# Carlantonio Pilati
Pour les articles homonymes, voir Pilati.
Carlantonio Pilati, né à Tassullo dans le Trentin le 28 décembre 1733 et mort dans la même localité le 28 octobre 1802 est un juriste, historien et publiciste italien.

## Biographie
Carlantonio Pilati naquit le 28 décembre 1733 à Tassulo dans le Trente, d’une famille noble. Dès l’âge de dix-neuf ans, il fut nommé juge des vallées de Non et de Sole, dans le Trentin ; mais il renonça bientôt à des fonctions qui le détournaient de ses études, pour accepter la place de professeur en droit dans le lycée de Trente. Le désir de perfectionner ses connaissances par les voyages lui fit abandonner une chaire qu’il remplissait de la manière la plus brillante. Il se proposait de parcourir les principaux États de l’Europe pour en étudier les différentes formes de gouvernement et reconnaître leur influence sur le caractère et le bonheur des peuples ; mais, avant de quitter l’Italie, il eut le courage de signaler les abus qui pesaient alors sur cette belle contrée, et d’en demander la réforme, en indiquant les moyens de l’effectuer sans danger pour l’autorité. Il visita d’abord la France, où il fut accueilli par les savants et les plus illustres philosophes. La Hollande s’offrit ensuite à ses observations, et la liberté dont il y jouissait l’engagea à prolonger son séjour au milieu d’un peuple doux et hospitalier. En quittant la Hollande, Pilati vit l’Allemagne, la Prusse et les États du Nord ; et partout il eut à se louer de l’accueil que lui méritèrent ses talents et les vues qu’il manifestait pour le bonheur des hommes. Le roi de Danemark voulait le retenir à sa cour ; Frédéric le Grand lui donna des preuves multipliées de sa bienveillance ; enfin, l’empereur Joseph, son souverain, l’honora de sa confiance et le consulta sur les réformes qu’il se proposait d’introduire dans l’administration de ses États. Après avoir satisfait sa curiosité, Pilati revint dans sa terre Tassullo, où il passa plusieurs années, occupé à mettre en ordre et à rédiger les matériaux qu’il avait recueillis dans ses voyages. Il fut rappelé à Vienne par l’empereur Léopold, qui avait apprécié la sagesse de ses vues, et il retourna plusieurs fois dans cette capitale. Il y travaillait en 1798 à rédiger les Mémoires de sa vie, dont on annonçait la publication prochaine (voy le Magasin encyclopéd., t. 6, p. 537). L’âge ni les fatigues n’avaient point altéré sa santé, naturellement robuste ; et il se livrait à l’étude avec autant d’application que dans sa jeunesse, quand sa vue s’affaiblit tout à coup, au point de ne lui permettre de distinguer les objets qu’en les plaçant sous ses yeux ; dès cet instant, il prévit que sa fin était prochaine : il l’envisagea avec le calme d’un philosophe religieux, régla toutes ses affaires et prit congé par écrit de ses amis éloignés. Il dictait une dernière lettre à son secrétaire, quand il mourut à Tassullo, le 27 octobre 1802. A des connaissances profondes et variées Pilati joignait beaucoup d’esprit et de sagacité. C’était d’ailleurs un homme simple, modeste, obligeant et n’ayant d’autre passion que celle d’être utile.

## Œuvres
Il a publié un grand nombre d’ouvrages, dont les principaux sont :
- L’Esistenza della legge naturale impugnata e sostenuta, Venise, 1764, in-8° ; trad. en allemand par Wilhelm Heinrich Winning, Lindau, 1767 ; Leipzig, 1774, in-8° ;
- Ragionamenti intorno alla legge naturale e civile, ibid., 1766, in-8° ;
- Di una riforma d’Italia, Villafranca (Venise), 1767, in-8° ; trad. en allemand, Fribourg (Zurich), 1768, in-8°, et en français par G.-B. Manzon, 1775, même format. Il en avait déjà paru une traduction abrégée en français sous ce titre : l’Italie réformée, ou Nouveau plan de gouvernement pour Italie, Rimini, 1768, in-12, de 96 pages. Dans cet ouvrage, l’auteur s’adresse au pape Clément XIII ; c’est au nom du peuple romain qu’il le supplie de soulager sa misère, non par des aumônes, mais en favorisant l’agriculture et le travail et en proscrivant la mendicité, cette lèpre des États modernes.
- Riflessioni di un Italiano sopra la Chiesa in generale e gli ecclesiastici, etc., Borgo Francone (Venise), 1768, in-8°. L’auteur s’y plaint du mauvais emploi des richesses du clergé, de la multiplicité des couvents, et propose d’en supprimer une partie.
- La Storia dell’imperio germanico e dell’Italia dai tempi de’ Carolingi sino alla pace di Vestfalia, Stockholm (Coire), 1769-1772, 2 vol. in-4° ;
- Traité des lois civiles, la Haye, 1774, 2 vol. in-8°. Selon Pilati, les lois romaines, telles que Justinien les a laissées, sont le fléau de la justice et la ruine des citoyens ; et il en réclame l’abolition comme le seul moyen de tarir la source la plus féconde des maux qui affligent les sociétés modernes. Après avoir recherché l’origine des lois civiles des Romains, il examine la manière dont elles se sont introduites dans les différents États de l’Europe ; il traite ensuite de l’agriculture chez les Romains et de leur commerce ; des conventions, des mariages, des testaments, des procès et des formes judiciaires, etc. Enfin, il termine son ouvrage par une dissertation dans laquelle il prouve que l’agriculture ne fut en honneur chez les Romains que lorsque leur commerce eut été restreint et qu’elle cessa de fleurir dès que leur commerce s’étendit par leurs conquêtes.
- Traité du mariage et de la législation, la Haye, 1776, in-8°. C’est une suite de l’ouvrage précédent.
- Voyages en différents pays de l’Europe, de 1774 à 1776, ou Lettres écrites de l’Allemagne, de la Suisse, de l’Italie de Sicile, etc., la Haye, 1777, 2 vol. in-12 ; traduit en allemand, Leipzig, 1778, 2 vol. in-8° ; et de l’allemand en italien, Poschiavo, 1781, in-8°. La traduction italienne est abrégée.
- L’Observateur français à Amsterdam, ou Lettres sur la Hollande, écrites en 1778 et 1779, la Haye, 1780, 2 vol. in-12, trad. en allemand, avec des augmentations, par K.-F. Trost, Berlin, 1782, in-8°. C’est encore le livre plus complet et le plus instructif qu’on ait sur ce pays. L’auteur a fait précéder son ouvrage d’une lettre de Descartes à Balzac, dans laquelle le philosophe fait l’éloge de l’activité des Hollandais, de la douceur de leur gouvernement et de la température du climat, qu’il préfère à celui de l’Italie, où, dit-il, la chaleur du jour est insupportable, la fraicheur du soir mortelle et l’obscurité de la nuit favorable aux vols et aux meurtres.
- Traité des lois politiques des Romains du temps la république, la Haye, 1781, 2 vol. in-8° ; ouvrage diffus, mais important.
- Histoire des révolutions arrivées dans le gouvernement, les lois et l’esprit humain, après la conversion de Constantin jusqu’à la chute de l’empire d’Occident, la Haye, 1783, in-8° ; Harlem, 1793, même form. ; trad. en allemand, Leipzig, 1784, 2 vol. in-8° ;
- Lettres écrites de Berlin sur quelques paradoxes du temps, Berlin (Breslau), 1784-1785, 2 vol. in-8°, en allemand.